# 克里斯蒂娜·约里阿蒂
克里斯蒂娜·约里阿蒂（義大利語：Cristina Ioriatti，1973年1月19日—），意大利前女子射箭运动员。她曾代表意大利参加2000年夏季奥林匹克运动会射箭比赛女子个人和女子团体两个小项。